# Venturia mayi
Venturia mayi là một loài tò vò trong họ Ichneumonidae.